# RAB43
RAB43 (англ. RAB43, member RAS oncogene family) – білок, який кодується однойменним геном, розташованим у людей на 3-й хромосомі. Довжина поліпептидного ланцюга білка становить 212 амінокислот, а молекулярна маса — 23 339.
| 10         |  | 20         |  | 30         |  | 40         |  | 50         |
| ---------- |  | ---------- |  | ---------- |  | ---------- |  | ---------- |
| MAGPGPGPGD |  | PDEQYDFLFK |  | LVLVGDASVG |  | KTCVVQRFKT |  | GAFSERQGST |
| IGVDFTMKTL |  | EIQGKRVKLQ |  | IWDTAGQERF |  | RTITQSYYRS |  | ANGAILAYDI |
| TKRSSFLSVP |  | HWIEDVRKYA |  | GSNIVQLLIG |  | NKSDLSELRE |  | VSLAEAQSLA |
| EHYDILCAIE |  | TSAKDSSNVE |  | EAFLRVATEL |  | IMRHGGPLFS |  | EKSPDHIQLN |
| SKDIGEGWGC |  | GC         |  |            |  |            |  |            |

A: Аланін

C: Цистеїн

D: Аспарагінова кислота

E: Глутамінова кислота

F: Фенілаланін

G: Гліцин

H: Гістидин

I: Ізолейцин

K: Лізин

L: Лейцин

M: Метіонін

N: Аспарагін

P: Пролін

Q: Глутамін

R: Аргінін

S: Серин

T: Треонін

V: Валін

W: Триптофан

Кодований геном білок за функцією належить до фосфопротеїнів. 
Задіяний у таких біологічних процесах, як альтернативний сплайсинг, метилювання. 
Білок має сайт для зв'язування з нуклеотидами, ГТФ. 
Локалізований у мембрані, цитоплазматичних везикулах, апараті гольджі.